# 訥瓦

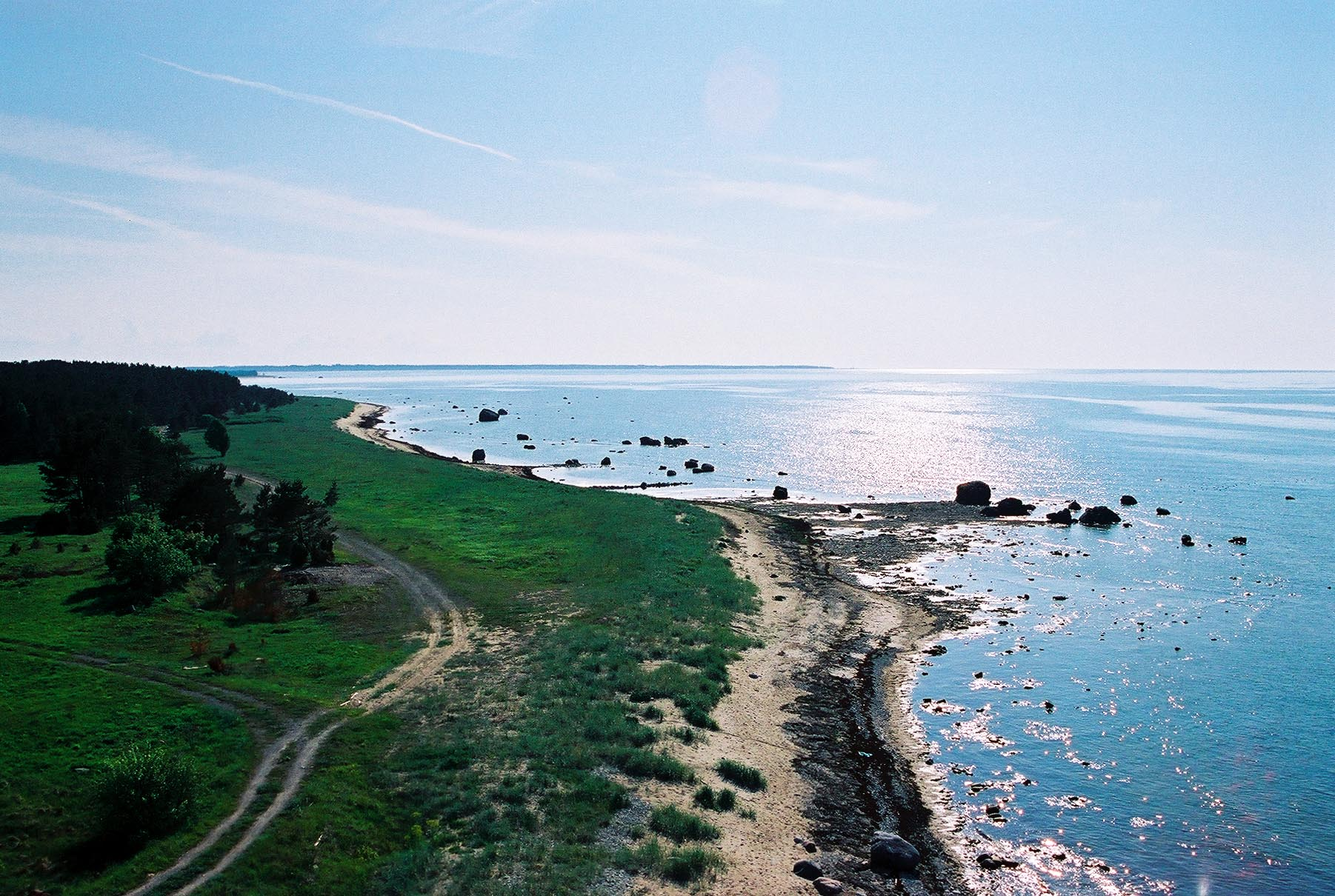
海岸线风景

訥瓦，是愛沙尼亞萊內縣莱内-尼古拉市镇内的村庄，位於該國西部，曾是原讷瓦市镇的行政中心，處於首都塔林以西70公里，海拔高度16米，2010年該村庄人口136。
59°13′21″N 23°40′54″E / 59.22250°N 23.68167°E